# Euchromius gratiosella
Euchromius gratiosella is een vlinder uit de familie grasmotten (Crambidae). De wetenschappelijke naam is voor het eerst geldig gepubliceerd in 1910 door Caradja.
De soort komt voor in Europa.